# Coelonia nigricans
Coelonia nigricans är en fjärilsart som beskrevs av Adolf G. Closs 1911. Coelonia nigricans ingår i släktet Coelonia och familjen svärmare. Inga underarter finns listade i Catalogue of Life.